# 商事法
商事法（しょうじほう）とは、商人・商行為・資本などの企業関係に関する法令の総称で、具体的には商法、会社法、手形法、保険法などがある。
日本においては、一般に会社法及び商法が主な構成法令であり、社債法、証券取引法などもその対象に含まれる。企業関係に関与する経済主体相互の利益・権利関係を規律する法令であるから民法（とりわけ取引法分野）をその基礎に置いており、広義の民事法に含まれる（民事法との間に区別を設けない捉え方もある）。
また、企業取引に関する法令を広くその対象とすることもあり、独占禁止法・不正競争防止法などの経済法を含むこともある。